# András Kállay-Saunders
András Kállay-Saunders (New York, 28 januari 1985) is een Amerikaans-Hongaars zanger.

## Biografie
András Kállay-Saunders werd op 28 januari 1985 geboren in New York uit het gezin van het Hongaarse model Katalin Kállay en de Amerikaanse soulzanger Fernando Saunders. Gedurende zijn hele jeugd ging hij regelmatig mee op tournee met zijn vader doorheen de Verenigde Staten. In 2010 bezocht Kállay-Saunders Hongarije, om op bezoek te gaan bij zijn zieke grootmoeder. Het was tijdens dit verblijf dat hij besloot zich in te schrijven voor Megasztár, een Hongaarse talentenjacht. Hij eindigde als vierde, en kreeg vervolgens een platencontract aangeboden door Universal. Hierop besloot hij zich definitief te vestigen in Hongarije.
Zijn eerste drie singles, Csak veled, I love you en Tonight werden meteen hits, met respectievelijk de zevende, tweede en vierde plaats als beste notering in de Hongaarse hitlijsten. In november 2012 kondigde hij aan Universal te verlaten voor het Zweedse label Today is Vintage.
Begin 2013 nam András Kállay-Saunders deel aan A Dal, de Hongaarse preselectie voor het Eurovisiesongfestival. Met het nummer My baby wist hij zich te kwalificeren voor de finale, waarin hij als favoriet van de vakjury naar voren werd geschoven. In de superfinale, waarin de televoters het laatste woord hadden, eindigde hij echter pas op de derde plek. Kállay-Saunders waagde opnieuw zijn kans tijdens A Dal 2014, ditmaal met het nummer Running. Ook deze keer haalde hij de finale en wederom werd hij door de vakjury als winnaar aangewezen. In de superfinale kon hij deze keer wel de meeste stemmen achter zijn naam krijgen, waardoor hij met de zegepalm aan de haal ging en Hongarije mocht vertegenwoordigen op het Eurovisiesongfestival 2014, dat in de Deense hoofdstad Kopenhagen werd gehouden. Hij werd er vijfde.

## Discografie

### Singles
| Single met hitnotering(en) in de Vlaamse Ultratop 50 | Datum van verschijnen | Datum van binnenkomst | Hoogste positie | Aantal weken | Opmerkingen                          |
| ---------------------------------------------------- | --------------------- | --------------------- | --------------- | ------------ | ------------------------------------ |
| Running                                              | 2014                  | 10-05-2014            | tip17           | -            | Inzending Eurovisiesongfestival 2014 |

1994: Friderika Bayer · 
1995: Csaba Szigeti · 
1997: VIP · 
1998: Charlie · 
2005: NOX · 
2007: Magdi Rúzsa · 
2008: Csézy · 
2009: Zoli Ádok · 
2011: Kati Wolf · 
2012: Compact Disco · 
2013: ByeAlex · 
2014: András Kállay-Saunders · 
2015: Boggie · 
2016: Freddie · 
2017: Joci Pápai · 
2018: AWS · 
2019: Joci Pápai